# 高知县旗
高知县旗（日语：／ Kōchi ken ki）是日本的47面都道府县旗之一。该条目是对高知县旗以及高知县章（日语：／）的解说。

## 概要
县章基于公开征集的方案，并于1953年4月15日制定。2004年1月1日，在著作权法明确了在公共场合使用的有关规定。官方介绍说，它包含了高知县的旧国名“土佐”的平假名“とさ”的图案化。也有认为是“土佐”的“土”或是县名的平假名“こうち”的图案化。
垂直的部分象征一把利剑，圆周则代表着和平与合作。中间空缺部分代表高知的“コ”。
县旗还没有它特殊的规定。习惯上底色是栗色，中央用白色盖上县章。